# ミチオ・カク
ミチオ・カク（加來 道雄、Michio Kaku、1947年1月24日 - ）は日系アメリカ人（3世）の理論物理学者、作家。専門は素粒子論、とくに超弦理論。

## 来歴
カリフォルニア州サンノゼで生まれた。彼は自身の幼年時代を振り返って、「自分は日系3世で、祖父はサンフランシスコ地震（1906年）の後片付けのためにアメリカへ来て、父親はアメリカ生まれだが日本で教育を受けたので英語はあまり話さず、両親ともに太平洋戦争中にトゥーリー・レイク（Tule Lake）などの日系人の強制収容所に入れられていた時に知り合い結婚し、兄はそこで生まれた」と語っている。
パロアルト市の高校時代に理論物理学者のエドワード・テラーに傾倒する。1968年ハーバード大学卒業。1972年カリフォルニア大学バークレー校のローレンス・バークレー国立研究所より博士号を取得。
1973年プリンストン大学講師を経て、25年以上ニューヨーク市立大学シティカレッジ物理学部教授として教鞭をとる。現在は同大学教授の他、プリンストン大学とニューヨーク大学の講師。
弦理論に大きな貢献があり、いわゆる弦の場の理論の創始者の一人。科学の普及活動に熱心で多くの著書を出版、ベストセラーも複数ある。科学解説者としてディスカバリーチャンネルなどTV出演もこなす。

## 著書
- 『アインシュタインを超える ― 宇宙の統一理論を求めて』 ジェニファー・トンプソン（共著）、久志本克己、広瀬立成（訳）、1997年、講談社ブルーバックスB1164 ISBN 4-06-257164-1
- 『超弦理論とM理論』 太田信義（訳）、2000年、シュプリンガー・ジャパン　ISBN 978-4-431-70867-4
- 『パラレルワールド―11次元の宇宙から超空間へ』 斉藤隆央（訳）、2006年、ＮＨＫ出版　ISBN 4-14-081086-6
- 『サイエンス・インポッシブル―SF世界は実現可能か』 斉藤隆央（訳）、2008年、日本放送出版協会 ISBN 978-4-14-081324-9
- 『2100年の科学ライフ 』 斉藤隆央（訳）、2012年、NHK出版　ISBN 978-4-14-081572-4
- 『フューチャー・オブ・マインド―心の未来を科学する』 斉藤隆央（訳）、2015年、NHK出版　ISBN 978-4-14-081666-0
- 『人類、宇宙に住む 実現への３つのステップ』 斉藤隆央（訳）、2019年、NHK出版　ISBN 978-4-14-081776-6
- 『神の方程式　「万物の理論」を求めて』 斉藤隆央（訳）、2022年、NHK出版　ISBN 978-4-14-081899-2
- 『量子超越 量子コンピュータが世界を変える』 斉藤隆央（訳）、2024年、NHK出版　ISBN 978-4-14-081981-4

## 出演
- 『カク博士のSF研究室』（ディスカバリーチャンネルで放送）

その他ディスカバリーチャンネルの科学番組に度々登場し意見を述べている。
- 『ネクストワールド　私たちの未来』（NHK、2015年）
- 『ニューヨーク白熱教室　最先端物理学が語る驚異の未来』（NHK教育、2015年）
- 『スター・トーク』シーズン2エピソード5「バック･トゥ･ザ･フューチャーのドクが語る科学」、シーズン3エピソード12「スティーブン・ホーキング博士の素顔」(ナショナルジオグラフィックチャンネル)